# Токро білощокий
Токро білощокий (Odontophorus strophium) — вид куроподібних птахів родини токрових (Odontophoridae).

## Поширення
Ендемік Колумбії. Поширений на західному схилі східних Анд. Природним середовищем існування є вологі субтропічні та помірні ліси з домінуванням дуба та лаврових дерев на висоті 1750—2050 м.

## Опис
Птах завдовжки 25 см. У самця невеликий гребінь, область за вухами чорно-коричнева. Птах має білу брову, витягнуту назад, навколоочне кільце і ділянка під дзьобом також білі. Горло і боки шиї чорні, з білим коміром під горлом; решта нижньої частини червонувато-коричнева з білими плямами на грудях. Спина темно-коричнева з чорними плямами і рудою поперечною смужкою. У самиці горло біле з смугою чорних крапок по центру.
Харчується плодами, насінням і членистоногими.